# Gnophos cymbalariae
Gnophos cymbalariae är en fjärilsart som beskrevs av Max Joseph Bastelberger 1915. Gnophos cymbalariae ingår i släktet Gnophos och familjen mätare. Inga underarter finns listade i Catalogue of Life.